# Mesopyrrhocoris
Mesopyrrhocoris is een geslacht van wantsen uit de familie van de Pyrrhocoridae (Vuurwantsen). Het geslacht werd voor het eerst wetenschappelijk beschreven door Hong & Wang in 1990.

## Soorten
Het genus bevat de volgende soorten:

- Mesopyrrhocoris fasciata Hong & Wang, 1990